# Taikhar Chuluu

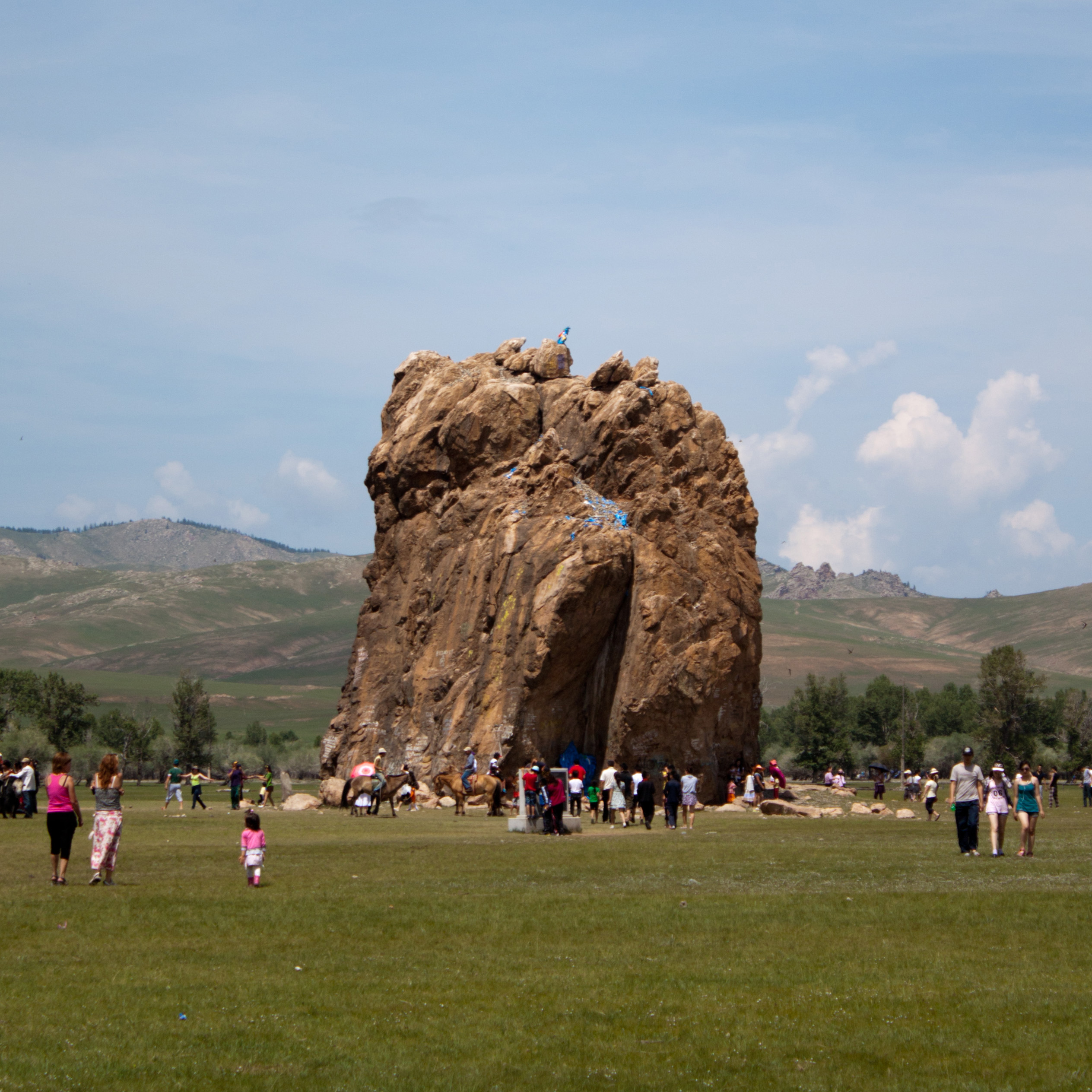
Taikhar Chuluu

Taikhar Chuluu (tiếng Mông Cổ: Тайхар Чулуу, đá taikhar) là một tảng đá granite cao 20 m ở sum Ikh-Tamir, tỉnh Arkhangai, Mông Cổ.

## Chữ viết
Nó được bao phủ bởi 150 văn bản trong rất nhiều ngôn ngữ và thuộc về nhiều thời kỳ lịch sử khác nhau (rune, Uyghur, Mông Cổ, Tây Tạng). Loại ký tự cổ nhất là chữ rune, từ thế kỷ 6 - 7 CN và được sử dụng bởi các dân tộc Turk. Tuy nhiên, những năm gần đây, graffiti xuất hiện rất nhiều trên bề mặt tảng đá và những ký tự cổ gần như biến mất. Chính phủ Mông Cổ quyết định bảo vệ Taikhar Chuluu vào năm 1994.

## Huyền thoại
Huyền thoại nổi tiếng nhất về sự hình thành của Taikhar Chuluu là về chiến binh khổng lồ Bukhbilegt. Một ngày nọ, Bukhbilegt ném một tảng đá về phía một con rắn chui ra từ lòng đất. Tuy nhiên, tảng đá đã rơi quá xa và cắm xuống vị trí của nó ngày nay.